# 西南臀果木
西南臀果木（学名：Pygeum wilsonii）为蔷薇科臀果木属下的一个种。

## 扩展阅读
- 維基物種上的相關：西南臀果木